# Liste der Gebäude in Regio V (Ostia)

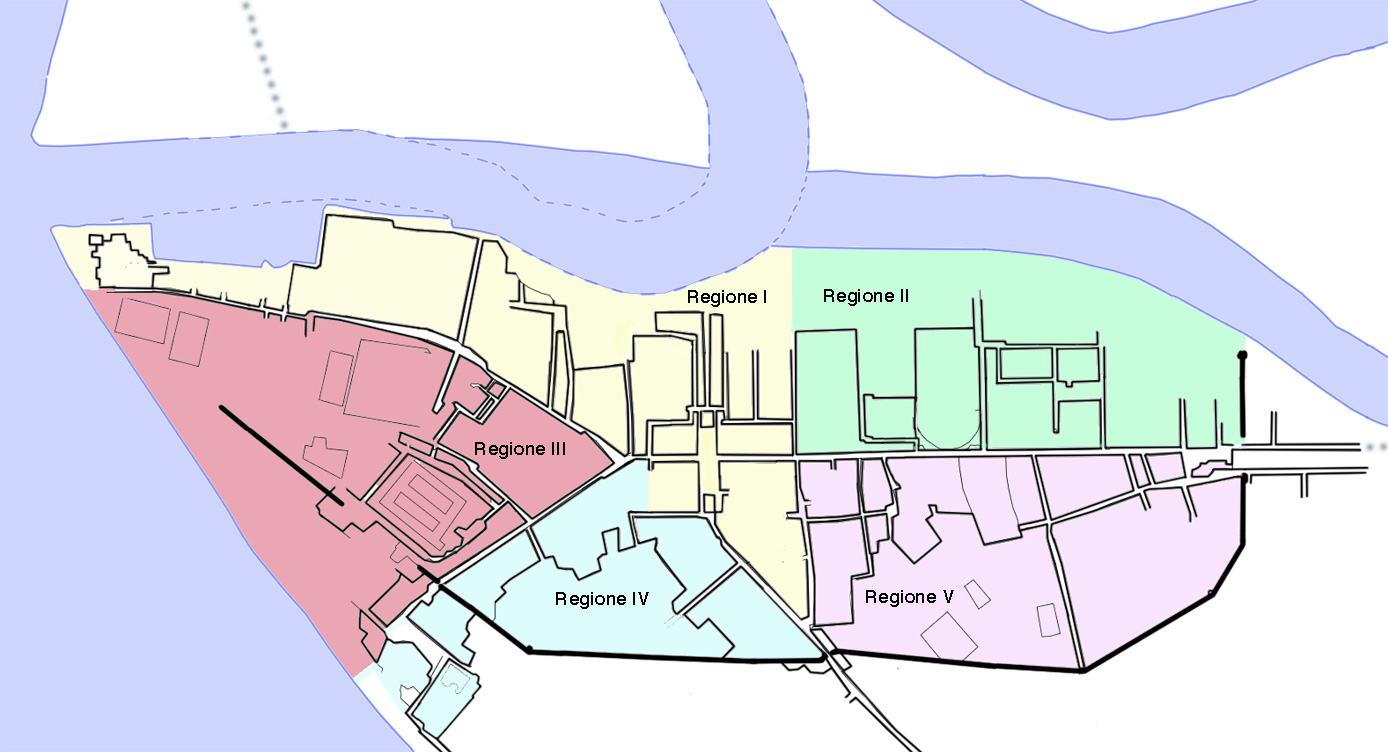

Dies ist die Liste der Bauten in der Regio V der antiken römischen Stadt Ostia. Die Namen werden in italienischer Sprache wiedergegeben; viele Bauten haben keinen eigenen Namen und werden in der Literatur nur als Caseggiato oder Edificio (Wohnhaus, Gebäude) benannt. Hier ist die wichtigste Angabe der modern zugeteilte Nummerncode (Regio, Insula, Hausnummer).

## Insula I
| Name                  | Nummer | Beschreibung | Bild |
| --------------------- | ------ | --- | ---- |
| Caseggiato a botteghe | V,I,1  | Eine Reihe von Geschäften, die in severische Zeit datieren; eine Treppe belegt ein Obergeschoss.                                                                             |      |
| Horrea                | V,I,2  | Lager, nur zum Teil ausgegraben. Es datiert um 50 n. Chr. Neuere Untersuchungen deuten darauf hin, dass hier in späterer Zeit ein kleineres Amphitheater hineingebaut wurde. |      |

## Insula II
Große Insula mit Geschäfts- und Wohnbauten sowie Thermen.
| Name                          | Nummer   | Beschreibung |
| ----------------------------- | -------- | --- |
| Caseggiato                    | V,II,1   | Ladenreihe, nur zum Teil ausgegraben |
| Caseggiato                    | V,II,2   | Lager |
| Caseggiato                    | V,II,3   | Mietshaus |
| Domus del Protiro             | V,II,4–5 | Großes, repräsentatives Wohnhaus; erbaut in severischer Zeit; Umbauten bis Beginn des fünften Jahrhunderts. Das Haus hat seinen modernen Namen von dem Eingang mit Säulen, die ein Tympanon mit Inschrift tragen. Diese enthielt vielleicht einst den Namen des Hauseigentümers, ist jedoch heute nur fragmentarisch erhalten. Das Haus ist teilweise reich mit geometrischen Mosaiken und Marmorfußböden dekoriert. In einigen Räumen gibt es Reste von einfachen Wandmalereien. Im Zentrum befindet sich ein Hof mit einem Nymphäum an der Westseite. In der Mitte des Hofes befindet sich ein Wasserbecken. Es gibt mehrere Treppen, die zumindest ein Obergeschoss belegen. Das Haus ist der Fundort einiger Statuen. |
| Terme del Filosofo            | V,II,6–7 | Thermen |
| Domus della Fortuna Annonaria | V,II,8   | Großes, repräsentatives Wohnhaus mit Garten als Innenhof; Fundort zahlreicher Statuen. |
| Caseggiato                    | V,II,9   | Werkstatt und Läden |
| Caseggiato                    | V,II,10  | Läden und Wohnhaus, erbaut in severischer Zeit. Umbau im dritten Jahrhundert. Mit einfachen Wandmalereien dekoriert. |
| Caseggiato                    | V,II,11  | Wohnhaus aus severischer Zeit; einfache Wandmalereien; mehrere Umbauten |
| Caseggiato                    | V,II,12  | Kleines Haus, zunächst als Werkstatt oder Laden errichtet. |
| Caseggiato del Pozzo          | V,II,13  | Es handelt sich um ein Wohnhaus aus severischer Zeit, wobei das Haus zunächst vielleicht als Laden oder Werkstatt genutzt wurde und um 250 umgebaut wurde. Die Fassade hat vier Eingänge, zwei zu einem Laden, einen zum eigentlichen Haus; ein vierter führt auf eine Treppe, die ein oberes Stockwerk bezeugt. In der Mitte des Hauses befindet sich ein kleiner Hof mit einem Brunnen, der einen Marmoraufsatz hat. Der Hof hat ein einfaches schwarz-weißes Mosaik. Hier finden sich auch einfache Wandmalereien. Dahinter befinden sich weitere Räume. |
| Caseggiato                    | V,II,14  | Kleines, kommerziell genutztes Haus; in trajanischer Zeit erbaut, in severischer Zeit umgestaltet (vor allem das Innere) |

## Insula III
| Name                     | Nummer   | Beschreibung |
| ------------------------ | -------- | --- |
| Caseggiato dei Lottatori | V,III,1  | Das Haus der Ringer datiert in hadrianische Zeit und war wahrscheinlich der Sitz einer Vereinigung. Der Eingang befindet sich im Norden zwischen zwei Läden. Das Zentrum des Hauses bildet ein Atrium mit Säulen. Im Eingangsraum befindet sich ein Mosaik mit Ringern und einer kurzen Inschrift. Das Haus ist reich mit schwarz-weißen, geometrischen Mosaiken ausgestattet. |
| Edificio                 | V,III,2  | Geschäftshaus (?) |
| Domus del Pozzo          | V,III,3  | Wohnhaus aus dem dritten Jahrhundert, das in ein Haus der hadrianischen Zeit hingebaut wurde; teilweise mit Mosaiken und Wandmalereien dekoriert. Der Eingang ist mit zwei gemauerten Halbsäulen dekoriert. |
| Casa                     | V,III,4  | kleines Wohnhaus |
| Caseggiato               | V,III,5, | Läden |

## Insula IV
| Name     | Nummer   | Beschreibung | Bild |
| -------- | -------- | ------------ | ---- |
| Edificio | V,IV,1   | Läden        |      |
| Edificio | V,IV,2–3 | Läden        |      |

## Insula V
| Name                      | Nummer  | Beschreibung |
| ------------------------- | ------- | --- |
| Caseggiato dell’Invidioso | V,V,1   | Laden |
| Terme dell’Invidioso      | V,V,2   | Die Thermen, die einen Großteil der Insula einnehmen, sind um 50 n. Chr. erbaut worden. Umbauten stammen aus der Zeit des Antoninus Pius. Die schwarz-weißen Mosaiken stammen aus dem dritten Jahrhundert und spätere Umbauten aus dem frühen fünften Jahrhundert. Der Haupteingang befindet sich im Westen und ist mit einem großen, figürlichen Mosaik dekoriert. Im Zentrum befindet sich eine kleine Palästra. |
| Edificio                  | V,V,3–4 | Geschäftshaus |

## Insula VI
| Name                | Nummer  | Beschreibung |
| ------------------- | ------- | --- |
| Caseggiato del Sole | V,VI,1  | Großes Mietshaus aus der zweiten Hälfte des zweiten Jahrhunderts. Das Haus hat seinen Namen von einem Graffito: DOMINVS SOL HIC AVITAT - Der Herr, die Sonne lebt hier. Die Sonne mag sich auf Sol-Mithras beziehen. Das Haus hat im unteren Geschoss eine Reihe von Läden (Westseite). Auf der Ostseite befinden sich drei kleinere Wohnungen und zwei Höfe. In einem Hof gibt es eine Latrine. Die großen Zimmer waren einst wahrscheinlich durch Holzwände weiter unterteilt. Dies deuten die unterschiedlichen Verfärbungen von Wandmalereien an. Auf der Straßenseite gibt es zwei Treppen, die ein oberes Stockwerk belegen. Die Wandmalereien datieren wahrscheinlich in das zweite Jahrhundert. An einem unbekannten Zeitpunkt wurde an der Südseite des Hauses eine Taverne vorgebaut. |
| Edificio            | V,VI,2  | Läden (?) |
| Edificio            | V,VI,3, | Läden |
| Edificio            | V,VI,4  | Läden (?) |
| Caseggiato          | V,VI,5  | unsichere Funktion |
| Mitreo dei Serpenti | V,VI,6  | Mithräum mit gut erhaltenen Wandmalereien. Das Heiligtum ist um 250 n. Chr. erbaut worden. Die Wandmalereien zeigen Schlangen und sind älter als das eigentliche Mithräum. Sie sind bei der Einrichtung des letzteren belassen worden, wahrscheinlich da die Schlange im Kult des Mithras als Symbol der Erde erscheint. |
| Caseggiato          | V,VI,7  | Läden |

## Insula VII
| Name                          | Nummer    | Beschreibung |
| ----------------------------- | --------- | --- |
| Sede degli Augustali          | V,VII,1–2 | Gebäude, das in die zweite Hälfte des zweiten Jahrhunderts datiert. Es handelt sich wahrscheinlich um den Sitz einer Vereinigung. Der Eingang des Gebäudes liegt im Norden zwischen vier Läden und einer Treppe. Auch an der Ostseite gibt es einen Eingang zwischen Läden. Hier befindet sich eine weitere Treppe. Zentrum des Gebäudes ist ein großer Hof und eine Portikus mit einem Wasserbecken in der Mitte. Die Räume sind darum angeordnet. Im Süden befindet sich ein Raum mit einer Apsis, der im vierten Jahrhundert mit Marmor ausgekleidet wurde. Ein Raum nebenan hat ein polychromes Mosaik. Im Haus fanden sich an einer Stelle neun Statuen, die jedoch wahrscheinlich aus der Nekropole stammen und hier zwischengelagert wurden um sie später zu Kalk zu brennen. Es bleibt unsicher, welche Vereinigung hier ihren Sitz hatte. Der Ausgräber vermutete eine Vereinigung für den Kaiserkult, was aber auf einer Fehlinterpretation der Statuen, die ja nicht zum Bau gehören, beruhte. |
| Fullonica                     | V,VII,3   | Färberei |
| Domus dei Capitelli di Stucco | V,VII,4–5 | Wohnhaus aus dem zweiten vorchristlichen Jahrhundert; zahlreiche Umbauten. Teile des Hauses wurden niedergerissen und durch die Sede degli Augustali ersetzt. Nur der Bereich des Hauses um das Peristyl blieb bestehen. Hier stehen stuckierte Ziegelsäulen, die dem Haus den Namen gaben. |

## Insula VIII
| Name              | Nummer     | Beschreibung | Bild |
| ----------------- | ---------- | ------------ | ---- |
| Domus del Larario | V,VIII,1–4 | Wohnhaus     |      |

## Insula IX
| Name                   | Nummer | Beschreibung | Bild |
| ---------------------- | ------ | --- | ---- |
| Mitreo di Felicissimus | V,IX,1 | Mithräum, dekoriert mit schwarz-weißem Mosaik. Das Mithräum datiert an das Ende des dritten Jahrhunderts und ist in ein älteres Gebäude hineingebaut. Das Fußbodenmosaik zeigt die verschiedenen Grade, die im Mithraskult erlangt werden konnten. Eine Inschrift nennt den Mosaikkünstler: FELICISSMUS EX VOTO F - Felicissmus hat es (das Mosaik) wegen eines Gelöbnisses gemacht. |      |
| Edificio               | V,IX,2 | unsichere Nutzung |      |

## Insula X
| Name                         | Nummer | Beschreibung |
| ---------------------------- | ------ | --- |
| Domus su via degli Augustali | V,X,1  | Es handelt sich um ein kleines Wohnhaus, das in Läden des zweiten Jahrhunderts hineingebaut wurde. Einige Räume haben einen Marmorfußboden. Der Hauptraum ist mit opus sectile (Marmor) ausgestattet und sein Eingang war mit zwei Säulen geschmückt. Auch die Wände waren teilweise mit Marmor dekoriert, hatten in der oberen Hälfte jedoch eine Bemalung. Eine Treppe belegt ein weiteres Stockwerk. |
| Santuario della Bona Dea     | V,X,2  | Heiligtum |
| Terme del Nuotatore          | V,X,3  | Thermen aus der Zeit von Kaiser Domitian, Umbauten im zweiten Jahrhundert, in Betrieb bis zum dritten Jahrhundert. Die Thermen sind mit einfachen Mosaiken dekoriert, es fanden sich aber auch Reste von Stuckdekorationen. Ein Mosaik mit Darstellung eines Schwimmers führte zur modernen Benennung des Gebäudes.                                                                                     |

## Insula XI
| Name                                                       | Nummer   | Beschreibung | Bild |
| ---------------------------------------------------------- | -------- | --- | ---- |
| Tempio Collegiale                                          | V,XI,1   | Es handelt sich um einen Tempel, der wahrscheinlich einer Zunft gehört. Der Bau wurde unter Kaiser Commodus begonnen. Eine Inschrift an der Fassade ist jedoch dem Pertinax geweiht, dem der Tempel geweiht war. |      |
| Caseggiato del Temistocle                                  | V,XI,2   | Wohn- und Geschäftshaus |      |
| Edificio                                                   | V,XI,3   | Läden |      |
| Portico del Monumento Repubblicano and Magazzino Annonario | V,XI,4–5 | Läden und Wein- oder Öllager |      |
| Monumento Repubblicano                                     | V,XI,6   | Grabmal aus republikanischer Zeit |      |
| Portico degli Archi Trionfali and Horrea dell’Artemide     | V,XI,7–8 | Lager |      |

## Insula XII
| Name                 | Nummer  | Beschreibung | Bild |
| -------------------- | ------- | --- | ---- |
| Horrea di Hortensius | V,XII,1 | Großes Lagerhaus, erbaut im ersten Jahrhundert; Umbauten in severischer Zeit und im fünften Jahrhundert. Der Name des Lagerhauses stammt von einem Schrein mit Altar und Mosaik mit Inschrift, der von L. Hortensius Heraclida, einem Kapitän, geweiht wurde. Die Inschrift auf dem Mosaik lautet L[UCIUS] HORTE[N]SIUS HERACLIDA N[AVARCHUS] CL[ASSIS] PR[AETORIAE] MIS[ENENSIS] EX VOTO / TEMPLUM FECIT IULIUS VICTORINUS SACER[DOS] TESSEL[AVIT] - Lucius Hortensius Heraclida, Kapitän der prätorianischen Flotte bei Misenum, hat diesen Tempel wegen eines Gelübdes errichtet; der Priester Julius Victorinus hat das Mosaik gemacht. |      |
| Horrea               | V,XII,2 | Lagerhaus |      |
| Sabazeo              | V,XII,3 | vermutlich Heiligtum für den Gott Sabazios. |      |

## Insula XVII
| Name                              | Nummer   | Beschreibung | Bild |
| --------------------------------- | -------- | ------------ | ---- |
| Ninfeo su Piazzale della Vittoria | V,XVII,2 | Nymphäum     |      |

## Insula XX
| Name     | Nummer | Beschreibung             |
| -------- | ------ | ------------------------ |
| Edificio | V,XX,1 | nur zum Teil ausgegraben |

## Basilika des Konstantin
| Name                    | Nummer       | Beschreibung |
| ----------------------- | ------------ | --- |
| Basilika des Konstantin | keine Nummer | Die Basilika des Konstantin befindet sich in Regio V. Sie wurde unter diesem Kaiser erbaut und war die Bischofskirche der Stadt. |